# Libertäre Partei
Die Libertäre Partei  ist eine politische Partei in der Schweiz, welche bisher keinen Parlamentssitz erhalten hat (Stand 2024). Sie wurde am 18. Juni 2014 als Unabhängigkeitspartei up! gegründet und ist der Hauptgründer der International Alliance of Libertarian Parties. Im März 2021 nahm sie ihren heutigen Namen an.

## Geschichte
Die Libertäre Partei wurde 2014 von Simon Scherrer, Silvan Amberg und Brenda Mäder unter dem Namen Unabhängigkeitspartei up! gegründet. Die Ankündigung erhielt einige Aufmerksamkeit in den Medien, da Mäder die ehemalige Präsidentin der Jungfreisinnigen Schweiz war.
Im Februar 2018 erhielt die Partei erneut grössere Medienaufmerksamkeit, als Silvan Amberg und Simon Scherrer in der Schweizer Polit-Sendung Arena auftraten, und die Abschaffung der Bundessteuern forderten.

## Politische Positionen
Die Vision der Partei ist es, staatliche Aktivitäten auf ein Minimum zu reduzieren. Der einzige Zweck des Staates sollte es sein, das Leben, das Eigentum und die Freiheit seiner Bürger zu schützen.
Die Partei legt einen Schwerpunkt auf ihre philosophischen Wurzeln, welche das Selbsteigentum und das Nichtaggressionsprinzip (NAP) beinhalten, und formulierte diese Grundlagen in ihrem Grundsatzpapier.
Seit ihrer Gründung hat die Partei die Abschaffung von Subventionen (z. B. für Kultur), der direkten Bundessteuer, der Biersteuer, der obligatorischen Altersvorsorge AHV aber auch die Liberalisierung der Migrationspolitik und die Legalisierung aller Drogen befürwortet.

## Organisation
Die Libertäre Partei wird von einem Vorstand geleitet, welcher von ihren aktiven Mitgliedern mit Stimmrecht (sogenannte «Driver») jährlich neu gewählt wird. Der Vorstand kann lokale Sektionen gründen.
Derzeit (Stand: Januar 2021) bestehen fünf Kantonalsektionen in der Deutschschweiz (Bern, St. Gallen, Thurgau, Zug, Zürich).
Die Partei hat mehrere Male bestätigt, dass sie nur für Legislativwahlen antreten werde und keine Exekutivämter anstrebe.

## Öffentliche Wahrnehmung / Kritik
Die Libertäre Partei wurde als «Hippie-Version» der FDP bezeichnet, wegen ihrer toleranten Positionen zu Homosexualität und Drogen. Schweizer Medien haben die Partei als «radikale Avant-Garde» aber auch als «Staatshasser» oder «Staatsfeinde» bezeichnet.
Oft wird die Libertäre Partei als Jung-, Klein- oder Mikro-Partei bezeichnet. Manche Medien haben kritisiert, dass sie mehr Medienaufmerksamkeit erhalte, als ihr aufgrund ihrer Mitgliederzahl und Wählerschaft zustehen würde.

## Wahlergebnisse
Bei den Schweizer Parlamentswahlen 2015 trat die Partei im Wahlkreis Zürich an und erzielte 284 Stimmen (0,1 % der Stimmen im Wahlkreis und 0,01 % schweizweit). 2019 kam sie auf 274 Stimmen (wiederum 0,1 % im Wahlkreis und 0,01 % schweizweit).